# Theodore Beza
Theodore Beza (fr. Théodore de Beze), francoski teolog, prevajalec in učenjak, * 24. junij 1519, Vézelay, Francija, † 13. oktober 1605, Ženeva.
Igral je pomembno vlogo v reformaciji. Bil je velik pristaš in podpornik kalvinizma, napisal pa je tudi nekaj humanističnih, zgodovinskih in teoloških del. 

## Življenje

### Zgodnje življenje
Theodore Beza se je rodil v Vézelayu v Burgundiji, Francija. Njegov oče, Pierre de Beze, je bil burgundskih korenin in guverner Vézelayja. Pierrov brat Nicholas je Theodorja odpeljal v Pariz, da bi ga tam izobrazil. Od tam ga je leta 1528 poslal v Orléans, kjer se je učil pri nemškem učitelju Melchiorju Wolmarju.
Mladi Beza je kmalu na vpoklic Margarete Navarrske, sestre kralja Franca I. Francoskega, sledil Wolmarju v Bourge, kjer je bilo takrat središče reformatorskega gibanja v Franciji. Leta 1534, ko je Franc I. izdal edikt proti cerkvenim reformam, se je Wolmar vrnil v Nemčijo, Beza pa v Orléans, kjer je štiri leta študiral pravo. 
Avgusta 1539 je diplomiral in na očetovo željo odšel v Pariz ter začel s poslom. Tam se je dobro vključil v literarne kroge. Leta 1544 se je tudi zaročil s Claudine Denoese.
V letu 1548 je objavil zbirko Latinske poezije, zaradi katere je zaslovel. Kmalu po njeni izdaji je zbolel, kar ga je spodbudilo k veri v Boga. Po okrevanju je skupaj s Claudine odšel v Ženevo.
Sprejel ga je John Calvin, ki ga je spoznal že pri Wolmarju. Kljub zaposlenosti z delom je našel čas, da je napisal biblijsko dramo Sveti Abraham, v kateri je nasprotoval katolištvu s protestantizmom. Delo je bilo dobro sprejeto, vključuje pa tudi verze za možnost glasbene izvedbe.
Po smrti pesnika Clémenta Marota leta 1544 je Beza dokončal njegove psalme in v istem času izdal satiro Passavantius, ki je bila nastrojena proti tedajšnjemu predsedniku pariškega parlamenta Pierru Lizetu. Pomembnejši polemiki, v katerih je bil vključen Beza, sta se navezovali na predestinacijo in zažig humanista Michaela Servetusa, ki je bil po veri unitarijanec. V Calvinov bran je leta 1544 napisal De haereticis a civili magistratu puniendis (prevedeno v francoščino v 1560).

### Potovanja v imenu protestantov
V letu 1557 se je Beza zavzel za valdencev, krščanske ločine, ki je nastala v 12. stoletju in se kljub preganjanju obdržala. V njihovem imenu je obiskal Bern, Zürich, Basel, Schaffhausen, Strasbourg, Montbéliard, Baden in Göppingen. Z Williamom Farelom je napisal deklaracijo o valdenzijskem pogledu na obhajilo, ki je bila sicer dobro sprejeta med luteranskimi teologi, vendar zelo neodobravana v Bernu in Zürichu. Ti dve mesti sta prav tako zavrnili njegov predlog o združitvi vseh protestantov.
Po verskih nesporazumih v Lozani se je raje ustalil v Ženevi. Tam je dokončal pregled prevoda Nove zaveze Pierra Olivetana in opravil še eno potovanje na pobudo hugenotov. Pomembnejša od polemičnih dejavnosti pa je bila njegova izpoved. Prvotno je bila pripravljena za njegovega očeta kot utemeljitev lastnih storjenih dejanj in kot spodbuda za razširjanje evangeličanskih znanj med Bezovimi rojaki. Izdana je bila leta 1560 v latinščini, vsebovala je tudi posvetilo Wolmarju. Proti koncu 16. stoletja je bila prevedena še v angleščino, nemščino, nizozemščino in italijanščino. 

### Dogodki med 1560 in 1563
V tem obdobju je Beza predstavljal evangeličane na zborovanju v Poissyju ter zagovarjal načela evangeličanske vere, a neuspešno. Kot vodja in advokat protestantskih shodov je bil hkrati cenjen in zasovražen. Po razglasitvi Januarskega edikta se je odvilo ponovno zborovanje, vendar je bilo prekinjeno zaradi katoliške partije, ki se je pripravljala na zrušitev protestantske vere. 
Beza je leta 1563 izdal manifest, v katerem je argumentiral pravičnost reformacije.

### Calvinov naslednik
Bezo so po skoraj dvoletni odsotnosti iz Ženeve potrebovali kot Calvinovega naslednika. Po vrnitvi je ujel še zadnje tedne njegovega življenja, nato pa po Calvinovi smrti maja 1564 prevzel njegovo poslanstvo. Ne samo, da je bil predsednik Družbe pastorjev, ampak je bil tudi gonilo učne ustanove, ki jo je ustanovil Calvin. Do konca svojega življenja je podpiral visoko izobrazbo. Skoraj štirideset let se je protestantska mladina zgrinjala v predavalnicah, da bi slišali njegova teološka predavanja, v katerih je razlagal kalvinistično pravovernost. 

### Po letu 1564
Theodore Beza je Calvinovo delo zelo uspešno nadaljeval, poleg tega pa je ohranjal verski mir v Ženevi. Sodelavcem ni vsiljeval mnenj in želja, pa tudi obsojal jih ni, če so bili nepremišljeni ali vzkipljivi, pogosto je celo deloval kot mediator in reševal spore med njimi.
Menil je, da ni pametno imeti enega stalnega vodje v Družbi pastorjev, zato je vložil predlog o mandatih in leta 1580 so odobrili tedensko menjavo predsedništva. Imel je velik pomen tako za cerkveno kot za politično oblast. Bil je posrednik med njima, magistrati so se celo pogosto obračali nanj s političnimi vprašanji. Bil je tudi dopisnik z vodilnimi ljudmi reformatorske stranke in po šentjernejski noči je svoj vpliv izkoristil za gostoljuben sprejem beguncev. Leta 1574 je napisal De jure magistratuum (prev. iz ang. Sodniške pravice), v katerih je protestiral proti tiraniji v verske namene in trdil, da je vstaja ljudstva, po potrebi z orožjem, legitimno upravičena, če je vlada neprimerna in jo imajo zato tudi pravico odstaviti.
Čeprav Beza ni bil tako velik dogmatik kot njegov predhodnik, je bil zaradi svojih pozitivnih človeških lastnosti in sposobnosti ter tako verskega kot političnega vpliva eden najpomembnejših kalvinistov v Evropi.

### Zborovanje v Montbéliardu
Leta 1586 je luteranski grof Friderik Württenberški povabil Theodorja na zasedanje v Montbéliardu. Beza je predstavil svojo supralapsarijansko doktrino predestinacije, kar je razjarilo Samuela Huberja, pripadnika švicarske luteranske duhovščine. Začel je obtoževati Musculusa, Bezinega podpornika, vendar so sodniki uredili pogovor med njima. Po kasnejšnjem ponovnem zborovanju so Huberja tudi odstavili.

### Poslednji dnevi
V zadnjih letih Bezinega življenja je bilo njegovo delovanje omejeno zaradi družinske situacije. Žena Claudine je leta 1588 umrla, bila pa sta brez potomcev. Po nasvetu prijateljev se je Beza hitro ponovno poročil z ženovsko vdovo Catharino del Piano, da bi lahko nekdo skrbel zanj zadnja leta življenja. Beza je bil sicer dolgo brezhibnega zdravja, nato pa se mu je naglo poslabšalo. Z učenjem je prenehal januarja 1597.
Umrl je v Genevi leta 1605. Ni bil pokopan na splošnem pokopališču pri Plain-Palais kakor Calvin, ampak med sodniki v samostanu sv. Petra.

## Literarna dela

### Humanistična in zgodovinska dela
V Bezinem literarnem delovanju kot tudi osebnem življenju moramo ločiti obdobje humanistike, ki se je končalo z izdajo njegovega dela Juvenilja, in obdobja duhovščine. S tako pastoralnimi kot literarnimi sposobnostmi je napisal svojo prvo dramo, igrano v francoščini, z naslovom Abrahm Sacrifiant (prev. iz ang. Sveti Abraham). Delo je bilo predhodnik Racinovega dela in je danes še vedno občasno uprizorjeno na odru. Kasnejša dela, kot na primer ostro humanistično delo Passavantius in Complainte de Messire Pierre Lizet, dokazujejo, da se je v zadnjih letih življenja spominjal svoje prve ljubezni. V starosti je leta 1591 objavil še delo z naslovom Cato censorius in obnovil delo Poemata.
Njegovo znano zgodovinsko delo je Histoire ecclesiastique des Eglises reformes au Royaume de France iz leta 1580 in biografija Calvina, ob kateri pa moramo omeniti tudi njegovo izdajo Calvinovega Epistolae et responsa iz leta 1575. Izmed njegovih zgodovinskih del pa imajo ikonografsko vrednost le Icones (prev. iz ang. Ikone) iz leta 1580. 

### Teološka dela
Theodore je s svojimi teološkimi deli, ki jih je hranil v zbirki Tractationes theologicae, presegel ter zasenčil svoja humanistična in zgodovinska dela. V teoloških delih se Beza pojavlja kot popoln učenec oziroma kot Calvinov potencialni naslednik. Njegov pogled na življenje je determinističen, osnova njegovega religioznega razmišljanja pa je predčasno spoznanje nujnosti vse trajne eksistence kot učinek nečesa absolutnega in nespremenljive želje Boga. Tako se mu tudi izumrtje človeške rase zdi nekaj nujnega v božanskem načrtu sveta. Beza podrobno pojasnjuje religiozne poglede, ki izhajajo iz osnov supralapsarijanske definicije misli. Slednje je dodal izjemno poučni razpravi Summa totius Christianismi. 
Bezino delo De vera excommunicatione et Christiano presbyterio, ki je bilo napisano kot odgovor na delo Tomaža Erasta z naslovom Explicatio gravissimae quaestionis utrum, je veliko prispevalo k zaščiti duhovščine pred izobčenjem.
Čeprav je Beza napisal veliko število posvetnih in zgodovinskih študij, vključujoč Biografijo o Calvinu, so bila vsa ta dela presežena z njegovimi teološkimi študijami, zbranimi v Tractationes theologica.

### Nova zaveza
Beza je veliko prispeval tudi na biblijskem področju. Leta 1565 je izdal Novo zavezo v grščini s spremljavo Vulgate, paralelno zapisane v stolpcih, in z lastnim prevodom, izdanim sicer že leta 1556. Prav tako je zraven priložil že prej napisane anotacije, ki jih je še bolj obogatil ter povečal njihov obseg. 
Pri pisanju svoje verzije novega testamenta si je Beza najverjetneje pomagal z dvema zelo dragocenima rokopisoma, enim znanim kot Codex Bezae or Cantabrigensis, ki ga je Beza kasneje predstavil Univerzi v Cambridgu, kjer ga še vedno hranijo v univerzitetni knjižnici, in drugim znanim kot Codex Claromontanus, ki ga je našel v Clermontu in ga sedaj hranijo v Francoski narodni knjižnici v Parizu. Vseeno pa ti rokopisi niso bili ključni pri oblikovanju dela, temveč je bila za to zaslužna predhodna izdaja dela uglednega Roberta Estiennea leta 1550. Bezina dela so bila izjemno uporabna in koristna vsem, ki so prišli in delovali za njim. Enako lahko trdimo tudi za njegovo latinsko verzijo dela in obsežne zapiske, ki so jo spremljali, kajti izdana naj bi bila v več sto izdajah. 

## Kontroverzna zapuščina
Theodore Beza je bil s strani modernih zgodovinarjev velikokrat očrnjen kot učitelj brez srca, ki je spreobrnil študije Johna Calvina v strog kalvinizem. Vendar to je bilo daleč od resnice. Beza in Calvin sta si bila zelo blizu, tako kot Paul in Timothy ali Luther in Melancthon. Beza je bil bister teolog in je opazil vpletenost svoje teologije v vsakdanjih dogodkih, npr. v preganjanju hugenotov v Franciji. Pri tem je prostovoljno zapustil udobje svojega doma in prijatelje, da se je zavzel zanje na aristokratskih sodiščih. V debatah s protestanti se ni vsakič z vsemi strinjal, vendar jih je še vedno videl kot bratovščino, ki si deli povezavo s Kristusom. 
Nobeno izmed njegovih del ni bilo prevedeno v slovenščino.